# Rhinogobius nandujiangensis
Rhinogobius nandujiangensis és una espècie de peix de la família dels gòbids i de l'ordre dels perciformes.
Té 25 vèrtebres. És un peix d'aigua dolça i de clima tropical que es troba a Àsia: la Xina.
És inofensiu per als humans.